# Schwarzwald
Schwarzwald (nemška izgovarjava: [ˈʃvaʁt͡svalt]) je veliko gozdnato gorovje v jugozahodni Nemčiji, v zvezni deželi Baden-Württemberg, ki ga na zahodu in jugu omejuje dolina Rena in leži blizu meje s Francijo in Švico. Tu izvirata reki Donava in Neckar.
Njegov najvišji vrh je Feldberg z nadmorsko višino 1493 metrov. Približno podolgovate oblike, z dolžino 160 kilometrov in širino do 50 km, ima površino približno 6009 km².
Zgodovinsko gledano je bilo območje znano po gozdarstvu in pridobivanju rudnih nahajališč, vendar je turizem zdaj postal primarna panoga, ki predstavlja okoli 300.000 delovnih mest. Obstaja več uničenih vojaških utrdb iz 17. stoletja.

## Zgodovina
V starih časih je bil Schwarzwald znan kot Abnoba mons (pre-germansko Abnoba; starogrško τὰ Ἄβνοβα, latinizirano: ta Abnoba, Ἀβνοβαῖα ὄρη, Abnobaia orē), po keltski (galski) boginji Abnoba. V rimskih časih (pozna antika) je dobil ime Silva Marciana (Marcinski gozd, iz germanske besede marka, 'meja'). Schwarzwald je verjetno predstavljal obmejno območje Markomanov (»mejno ljudstvo«), ki so bili naseljeni vzhodno od rimskega limesa. Ti pa so bili del germanskega plemena Svebov, ki je pozneje dalo ime zgodovinski državi Švabski. Z izjemo rimskih naselij na obodu (npr. terme v Badenweileru ter rudniki v bližini Badenweilerja in Sulzburga) in gradnje rimske ceste Kinzigtalstraße kolonizacije Schwarzwalda niso izvedli Rimljani, ampak Alemani. Naselili so in najprej kolonizirali doline ter prečkali staro mejo poselitve, tako imenovano »mejo rdečega peščenjaka«, na primer iz regije Baar. Kmalu zatem so bila kolonizirana čedalje višja območja in sosednji gozdovi, tako da so že do konca 10. stoletja na območju rdečega peščenjaka lahko našli prva naselja. Sem spada na primer Rötenbach, ki je bil prvič omenjen leta 819.
Nekatere vstaje (vključno z gibanjem Bundschuh (nemško Bundschuh-Bewegung)), ki so bila pred nemško kmečko vojno v 16. stoletju, so izvirali iz Schwarzwalda. Nadaljnji kmečki nemiri v obliki solitrnih uporov so se v naslednjih dveh stoletjih odvijali v Hotzenwaldu.
V Schwarzwaldu lahko najdemo ostanke vojaških utrdb iz 17. in 18. stoletja, predvsem na gorskih prelazih. Primeri so več baročnih terenskih del markgrofa Ludwiga Wilhelma von Baden-Baden ali posamezne obrambne položaje, kot so Alexanderschanze (Aleksandrova reduta), Röschenschanze in Schwedenschanze (Švedska reduta).
Prvotno je bil Schwarzwald mešan gozd listavcev in jelk. Na višjih legah je rasla tudi smreka. Sredi 19. stoletja je bil Schwarzwald z intenzivnim gozdarjenjem skoraj v celoti izkrčen in je bil pozneje ponovno zasajen, večinoma s smrekovimi monokulturami.
Leta 1990 je veliko škodo v gozdu povzročila vrsta neviht. 26. decembra 1999 je orkan Lothar divjal čez Schwarzwald in povzročil še večjo škodo, zlasti na smrekovih monokulturah. Kot se je zgodilo po neurjih leta 1990, so bile velike količine podrtih hlodov več let shranjene v začasnih mokrih skladiščih. Učinke neurja dokazuje Lotharjeva pot, gozdna učna in pustolovska pot v naravnem središču v Ruhesteinu na okoli 10 ha velikem visokogorskem gozdu, ki ga je uničil orkan. Več območij škode zaradi neurja, tako velikih kot manjših, je bilo prepuščenih naravi in se je danes spet razvilo v naravni mešani gozd.

## Geografija
Schwarzwald se razteza od Visokega Rena na jugu do Kraichgaua na severu. Na zahodu ga omejuje Zgornjerenska nižina (ki z vidika naravne regije vključuje tudi nizko verigo predgorja); na vzhodu prehaja v Gäu, Baar in gričevje zahodno od Klettgaua. Od severa proti jugu se Schwarzwald razteza na več kot 160 km in doseže širino do 50 km  na jugu in 30 km na severu. Schwarzwald je najvišji del južnonemške Stufenland in velik del je gosto poraščen, delček Hercinskega gozda antike.
Upravno spada Schwarzwald v celoti v deželo Baden-Württemberg in obsega mesta Pforzheim, Baden-Baden in Freiburg im Breisgau ter naslednja okrožja (Kreise): *na severu: Enz, Rastatt in Calw; 
- v sredini: Freudenstadt, Ortenaukreis in Rottweil;
- na jugu: Emmendingen, Schwarzwald-Baar, Breisgau-Hochschwarzwald, Lörrach in Waldshut.

### Naravne regije
Naravne regije Schwarzwalda so ločene z različnimi značilnostmi.
Geomorfološko je glavna delitev med položna vzhodna pobočja z večinoma zaobljenimi griči in širokimi planotami (t.i. Donavski relief, ki je še posebej izrazit na severu in vzhodu na peščenjaku Bunter) ter globoko vrezanim, strmo padajočim terenom na zahodu, ki pada v Zgornjo Rensko dolino; tako imenovani dolinski Schwarzwald (Talschwarzwald) s svojim renskim reliefom. Tu, na zahodu, najdemo najvišje gore in največje lokalne višinske razlike (do 1000 metrov). Doline so pogosto ozke in grapaste. Vrhovi so zaobljeni, na njih so ostanki planot in arête (ostri greben) podobnih reliefov.
Geološko je tudi najbolj jasna delitev med vzhodom in zahodom. Velika območja vzhodnega Schwarzwalda, najnižje plasti južnonemškega Stufenlanda, sestavljenega iz peščenjaka Bunter, prekriva navidezno neskončen iglasti gozd z otoškimi jasami. Izpostavljena baza na zahodu, pretežno sestavljena iz metamorfnih kamnin in granitov, je bila kljub razgibani topografiji lažje poselitvena in je danes s svojimi pestrimi travniškimi dolinami videti veliko bolj odprta in vabljiva.
Najpogostejši način delitve regij Schwarzwalda pa je od severa proti jugu. Do 1930-ih je bil Schwarzwald razdeljen na severni in južni Schwarzwald, meja pa je bila meja doline Kinzig. Kasneje je bil Schwarzwald razdeljen na močno gozdnat severni Schwarzwald, spodnji, osrednji del, ki se je pretežno uporabljal za kmetijstvo v dolinah, je bil osrednji Schwarzwald in veliko višji južni Schwarzwald z značilnim visokogorskim gospodarstvom in ledeniškim reliefom ledene dobe. Izraz Visoki Schwarzwald se je nanašal na najvišja območja južnega in južnega osrednjega Schwarzwalda.
Začrtane meje pa so bile precej raznolike. Robert Gradmann je leta 1931 Centralni Schwarzwald poimenoval porečje reke Kinzig, na zahodu pa odsek do spodnjega pritoka Elza in Kinzig Gutacha. Pragmatična delitev, ki ni usmerjena le na naravne in kulturne regije, uporablja najpomembnejše prečne doline. Na podlagi tega je osrednji Schwarzwald omejen s Kinzigom na severu in črto od Dreisama do Gutacha na jugu, ki ustreza coni Bonndorf Graben in poteku današnje zvezne ceste B 31.
Leta 1959 je Rudolf Metz združil prejšnje delitve in predlagal modificirano tristransko razdelitev, ki je združevala naravne in kulturne regionalne pristope in je bila široko uporabljena. Njegov osrednji Schwarzwald na severu omejuje razvodje med Acherjem in Renchom ter nato med Murgom in Kinzigom ali Forbachom in Kinzigom, na jugu z območjem Bonndorf Graben, ki omejuje Schwarzwald na vzhodu, tako kot Freudenstadt Graben severneje s prehodom v severni Schwarzwald.

#### Delo Inštituta za uporabno geografijo
Priročnik o naravnih regijah Nemčije, ki ga je izdal Zvezni urad za regionalno geografijo (Bundesanstalt für Landeskunde) od zgodnjih 1950-ih, imenuje Schwarzwald kot eno od šestih večjih krajinskih regij na terciarni ravni znotraj sekundarne regije Južno nemški Stufenland in hkrati ena od devetih novih večjih skupin krajinskih enot. Razdeljen je na šest tako imenovanih večjih enot (4. nivoji krajine). Ta delitev je bila izpopolnjena in spremenjena v več naslednjih publikacijah (1:200.000 posameznih listov zemljevida) do leta 1967, od katerih je vsaka pokrivala posamezne odseke zemljevida. Tudi gorovje je bilo razdeljeno na tri regije. Severna meja osrednjega Schwarzwalda v tej klasifikaciji poteka južno od doline Rench in Kniebisa do blizu Freudenstadta. Njena južna meja se je spreminjala z vsako izdajo.
Leta 1998 je državni oddelek za varstvo okolja Baden-Württemberg (danes Državni oddelek za okolje, raziskave in varstvo narave Baden-Württemberg) objavil prenovljeni oddelek za naravno regijo Baden-Württemberg. Omejen je na raven naravnih regionalnih večjih enot in se od takrat uporablja za državno upravo za ohranjanje narave:
Predgorje Schwarzwald (Schwarzwald-Randplatten, 150) geomorfološko tvori planote na severnem in severovzhodnem obrobju gorovja, ki se spuščajo do Kraichgaua na severu in pokrajine Heckengäu na vzhodu. Razrezane so z dolinami, zlasti tistimi rečnega sistema Nagold, v posamezna medrečja; ozek severozahodni prst sega čez Enz pri Neuenbürgu in meji tudi na srednji tok reke Alb na zahodu do točke neposredno nad Ettlingenom. Na jugozahodu ji mejijo Grindenschwarzwald und Enzhöhen (151), vzdolž zgornjega toka rek Enz in Murg, ki tvorita srce severnega Schwarzwalda. Zahod severnega Schwarzwald tvorijo doline severnega Schwarzwald (Nördliche Talschwarzwald, 152) s srednjim tokom Murga okoli Gernsbacha, srednjim tokom Oosa do Baden-Badna, srednjim tokom Bühlota nad Bühlsom in zgornji tok Rencha okoli Oppenaua. Njihove izstopne doline iz gorovja so vse usmerjene proti severozahodu.
Centralni Schwarzwald (153) je v glavnem omejen na porečje reke Kinzig nad Offenburgom ter Schutter in nizke griče severno od Elza.
Jugovzhodni Schwarzwald (Südöstliche Schwarzwald, 154) sestavljajo predvsem porečja zgornjih tokov Donave, Brigach in Breg ter leve stranske doline Wutacha severno od Neustadta – in tako odtekajo od severovzhoda od južni Schwarzwald. Na jugu in zahodu ji meji Visoki Schwarzwald (Hochschwarzwald, 155) z najvišjimi vrhovi v celotnem območju okoli Feldberga in Belchena. Njegov vzhodni del, južna planota Schwarzwald, je orientirana proti Donavi, vendar se preko Wutacha in Alba izliva v Ren. Južni greben Schwarzwalda na zahodu je globoko zarezan z Renom v številne grebene. Takoj desno od reke Wiese nad Lörrachom se dviga razmeroma majhna miza iz peščenjaka Bunter-Rotliegendes višavja Weintenau (Weitenauer Bergland) na skrajnem jugozahodu Schwarzwalda; morfološko, geološko in podnebno je ločen od ostalih delov južnega Schwarzwalda in se v tej klasifikaciji šteje tudi za del Visokega Schwarzwalda.

### Gore
S 1493 m nadmorske višine je Feldberg v južnem Schwarzwaldu najvišji vrh območja. Na istem območju sta tudi Herzogenhorn (1415 m) in Belchen (1414 m). Na splošno so gore v južnem ali Visokem Schwarzwaldu višje od tistih v severnem Schwarzwaldu. Najvišji vrh Schwarzwalda severno od črte Freiburg–Höllental–Neustadt je Kandel (1241,4 m). Tako kot najvišja točka severnega Schwarzwalda, Hornisgrinde (1163 m), ali razgledne gore južnega Schwarzwalda, Schauinsland (1284,4 m) in Blauen (1164,7 m), leži blizu zahodnega roba verige.

### Reke in jezera
Reke v Schwarzwaldu vključujejo Donavo (ki izvira v Schwarzwaldu kot sotočje rek Brigach in Breg), Enz, Kinzig, Murg, Nagold, Neckar, Rench in Wiese. Schwarzwald zavzema del celinskega razkola med povodjem Atlantskega oceana (odmaka Ren) in povodjem Črnega morja (odmaka Donava).
Najdaljše reke Schwarzwalda so (dolžina vključuje odseke zunaj Schwarzwalda):
- Enz (105 kilometrov)
- Kinzig (93 kilometrov)
- Elz (90 kilometrov)
- Wutach (91 kilometrov)
- Nagold (90 kilometrov), hidrološka glavna arterija sistemov Nagold-Enz
- Donava (86 kilometrov), izvira:
  - Breg (46 kilometrov)
  - Brigach (40 kilometrov)
- Murg (79 kilometrov)
- Rench (57 kilometrov)
- Schutter (56 kilometrov)
- Wiese (55 kilometrov)
- Acher (54 kilometrov)
- Dreisam (vključno z Rotbachom 49 kilometrov)
- Alb (vključno z Menzenschwander Alb 43 kilometrov)
- Glatt (37 kilometrov)
- Möhlin (32 kilometrov)
- Wolf (31 kilometrov)
- Schiltach (30 kilometrov)
- Wehra (vključno z Rüttebachom 28 kilometrov)
- Oos (25 kilometrov)
- Glasbach (18 kilometrov), hidrološka glavna arterija sistema Neckar

Pomembna jezera naravnega, ledeniškega izvora v Schwarzwaldu so Titisee, Mummelsee in Feldsee. Predvsem v severnem Schwarzwaldu so številni drugi, manjše krnic. Številni rezervoarji, kot so – prej naravni, a veliko manjši – Schluchsee z drugimi jezeri Schluchseewerk, rezervoar Schwarzenbach, rezervoar Kleine Kinzig ali rezervoar Nagold se uporabljajo za proizvodnjo električne energije, zaščito pred poplavami ali oskrbo s pitno vodo.

## Geologija
Schwarzwald je sestavljen iz pokrova peščenjaka na vrhu jedra iz gnajsa in granita. Prej je delil tektonski razvoj z bližnjim gorovjem Vogezi. Kasneje v srednjem miocenu je na območje vplivalo obdobje prelomov in povzročilo nastanek Zgornje doline Rerna. V zadnjem ledeniškem obdobju Würmske poledenitve so Schwarzwald prekrivali ledeniki; več krnic (ali ledeniških jezer), kot je Mummelsee, je ostankov tega obdobja.

### Podlaga
Geološko osnovo Schwarzwalda tvori kristalinska kamnina Variskične podlage. Na vzhodu in severovzhodu ga pokrivajo plošče iz Bunter peščenjaka, tako imenovane ploščadi. Na zahodnem robu padajoče, stopničasto prelomno vznožje meji na zgornji renski graben, sestavljen iz kamnin triasnega in jurskega obdobja.
Prevladujoče kamnine podlage so gnajsi (orto- in paragnajsi, na jugu tudi migmatiti in diateksiti, na primer na Schauinslandu in Kandelu). V te gnajse so v obdobju karbona prodrla številna granitna telesa. Med večjimi sta granit Triberg in granit Forbach, najmlajši je granit Bärhalde. Na jugu leži cona Badenweiler-Lenzkirch, v kateri so se ohranile paleozojske kamnine (vulkanit in sedimentne kamnine), ki jih interpretiramo kot interkalirane ostanke mikrokontinentalnega trka. Še bolj na jugovzhodu (okoli Todtmoosa) je vrsta eksotičnih vključkov: gabro iz Ehrsberga, serpentiniti in pirokseniti pri Todtmoosu, norit pri Horbachu), ki so verjetno ostanki akrecijskega klina celinskega trka. Omeniti velja tudi kotanjo v Rotliegendu, na primer kotlina Schramberg ali Baden-Baden z debelimi kremenovo-porfirnimi in tufnimi ploščami (izpostavljeni na primer na kamnitem masivu Batterta pri Baden-Badnu). Na severu bloka Dinkelberg (debelina nekaj sto metrov v geotermalni vrtini Basel) se pojavlja tudi debela kamnina rotliegendes, prekrita s peščenjakom. Še bolj proti jugovzhodu, pod Juro, leži severnošvicarska permokarbonska kotlina.

### Dvig gora
Od preloma Zgornje renske doline v eocenski dobi sta bili dvignjeni obe strani: Schwarzwald na vzhodu in Vogezi na zahodu. V središču leži vulkan Kaiserstuhl, ki sega v miocen. V časih, ki so sledili, je bila mezozojska platforma na višavju v veliki meri erodirana, razen ostankov peščenjaka in skupine Rotliegend, vendar se je ohranila v sami dolini. V pliocenu je izrazita, a neenakomerna izboklina posebej prizadela južni Schwarzwald, vključno s Feldbergom. Posledično je zgornja površina podlage v severnem delu gozda okoli Hornisgrinda precej nižja. V osrednjem Schwarzwaldu se je pojavila tektonska sinklinala Kinziga in Murga.
Geomorfolog Walther Penck je Schwarzwald obravnaval kot dvignjeno geološko kupolo in na njem oblikoval svojo teorijo o piemonttreppen (piedmontske klopi).

### Ploščadi
Nad kristalinsko podlago severnega Schwarzwalda in sosednjimi deli osrednjega Schwarzwalda se v vidnih stopnicah dvigajo ploščadi iz peščenjaka. Najbolj odporne površinske plasti na stopničastem terenu mokrih višinskih puščav in višin okoli zgornjega toka reke Enz, ki so jih močno erodirali pritoki Murga, je kremen glavni konglomerat. Na vzhodu in severu so pokrivne plošče peščenjaka in rdeče gline. Južno od Kinziga se cona peščenjaka zoži na obrobje na vzhodu gorovja.

### Ledena doba in topografija
Šteje se, da je bilo dokazano, da je bil Schwarzwald močno poledenel v najvišjih obdobjih vsaj poledenitev Riss in Würm (do približno 10.000 let nazaj). Ta ledeniška geomorfologija zaznamuje skoraj ves Visoki Schwarzwald, pa tudi glavni greben severnega Schwarzwalda. Razen tega je razvidno le iz velikega števila krnic, ki so pretežno obrnjene proti severovzhodu. Predvsem v tej smeri se je sneg nabiral na senčnih in zavetrnih pobočjih vršne planote, da je tvoril kratke krožne ledenike, ki so naredili stranice teh lijakastih vdolbin. V nekaterih od teh starih krnic so še vedno jezera, deloma posledica antropogenega dviga spodnjega roba krnice, kot so Mummelsee, Wildsee, Schurmsee, Glaswaldsee, Buhlbachsee, Nonnenmattweiher in Feldsee. Titisee je nastal kot ledeniško jezero za ledeniško moreno.

## Kultura
Schwarzwald je večinoma podeželski, z veliko razpršenimi vasmi in nekaj velikimi mesti. Tradicija in običaji se marsikje praznujejo v obliki vsakoletnih veselic. Glavno narečje, ki se govori na območju Schwarzwalda, je alemansko. Najbolj znan je po svojih tipičnih kmečkih hišah s šotorastimi strehami, schwarzwaldski torti (Schwarzwälder Kirschtorte), schwarzwaldski šunki, škratih, češnjevem žganju (Kirschwasser) in uri s kukavico.

### Tradicionalna noša
Tradicionalna noša ali Tracht se včasih nosi še danes, običajno ob prazničnih priložnostih. Videz takšne noše se od regije do regije razlikuje, včasih izrazito. Eden najbolj znanih kostumov je tisti iz vasi Kirnbach, Reichenbach in Gutach im Kinzigtal z značilnim pokrivalom Bollenhut. Neporočene ženske nosijo klobuke z rdečimi cofi ali Bollen; poročene ženske nosijo črne. Zaročene ženske včasih nosijo poročno krono (Schäppel) pred in na dan poroke, katerih največji primerki iz mesta St. Georgen tehtajo do 5 kilogramov.
- Bollenhut tradicionalno nosijo neporočene ženske kot del trachta..

### Umetnost
Podeželska lepota in smisel za tradicijo njenih prebivalcev sta v 19. in zgodnjem 20. stoletju pritegnila številne umetnike, katerih dela so slavo Schwarzwalda ponesla po vsem svetu. Pomembna sta bila Hans Thoma iz Bernaua in njegov soštudent Rudolf Epp, ki ga je sponzoriral veliki vojvoda Badenski Friderik I. Oba umetnika sta vse življenje slikala motive iz Schwarzwalda. Umetnik J. Metzler iz Düsseldorfa je potoval po Schwarzwaldu, da bi slikal pokrajino. Dela umetniške kolonije Gutach okoli Wilhelma Hasemanna so bila zelo občudovana, njihova pokrajina in žanrski motivi so ujeli značaj Schwarzwalda. Tako kot lokalni avtor Heinrich Hansjakob so bili del badenskega gibanja narodnih noš.
- Slikarstvo
- Arnold Lyongrün: Pomlad v Schwarzwaldu (1912)
- Otroško rajanje (1872), umetnik Hans Thoma
- Schwarzwaldska pokrajina, J. Metzler
- Schwarzwaldska pokrajina, J. Metzler
- Schwarzwaldska kmetija, Wilhelm Hasemann
- Družina Gutach, Wilhelm Hasemann (ok. 1900)

### Obrt
Na področju rokodelstva rezbarije v lesu ustvarja ljudsko umetnost, kot so Longinovi križi (Longinuskreuz - posebna oblika križa Arma Christi ali instrumenti pasijona), skupaj s kiparji, kot je Matthias Faller. Rezbarenje v lesu je tradicionalna domača industrija v regiji, izrezljani okraski pa se zdaj proizvajajo v velikem številu kot spominki za turiste. Ure s kukavico so priljubljen primer.
Pihanje stekla je še ena pomembna obrt v regiji Schwarzwald. V začetku 15. stoletja se je steklarska umetnost uveljavila v bavarsko-čeških obmejnih gorah, še posebej, ker je bilo tukaj v izobilju potrebnih surovin, kot sta kremen in les. Steklopihalci so z dovoljenjem graščine upravljali preproste objekte za proizvodnjo stekla kot potepajoče koče (Wanderhütten), katerih lokacije so selili, ko so bili na voljo lokalni viri. Potrebovali so ogromne količine drv in lesa za pepeliko. V drugi polovici 18. stoletja so se morale koče zaradi pomanjkanja lesa in prodajnih težav zapreti. Šele po letu 1800, ko se je povpraševanje po luksuznem steklu močno povečalo, ko je nekaj desetletij urejenega gozdarstva zagotovilo ponovno rast surovin lesa in ko je zaradi novega natrijevega stekla postalo nepotrebno pridobivanje pepelike, ki uničuje gozd, je bilo nekaj koč (Glashütten) oživljenih. Nekatere steklopihalne tovarne še danes pričajo o tem, na primer v Höllentalu, pri Todtnauu in v Wolfachu.
- Obrtniški izdelki
- Nemška ura s kukavico

### Kuhinja
Schwarzwaldska šunka izvira iz te regije, prav tako schwarzwaldski gozdiček (gâteau), ki je znana tudi kot schwarzwaldska češnjeva torta in je narejena iz čokoladnega biskvita, smetane, višenj in češenj. Schwarzwaldska sorta pice Flammekueche (alzaško, tarte flambée po francosko) je badenska specialiteta iz testa, šunke, sira in smetane. Pogost je tudi Pfannkuchen, omleta ali palačinki podobna (Eierkuchen ali Palatschinken).
Schwarzwald je znan po svoji dolgoletni tradiciji gurmanske kuhinje. V regiji je najmanj 17 restavracij z Michelinovimi zvezdicami, med njimi več restavracij s tremi zvezdicami (Restavracije Bareiss in Schwarzwaldstube v Baiersbronnu) ter edina restavracija v Nemčiji, ki je od leta 1966 vsako leto prejela Michelinovo zvezdico. V hotelu Adler v Häusernu so tri generacije kuharjev iz iste družine branile nagrado od prvega leta, ko je Michelinov vodnik izbiral restavracije v Nemčiji do danes.
- Kuhinja
- Schwarzwaldska šunka z nemškim kruhom
- Schwarzwaldska torta
- Rezina Schwarzwaldske torte

### Karneval
Nemški praznik Fastnacht ali Fasnet, kot ga poznajo v regiji Schwarzwald, se pojavlja v postnem času pred pustom. Na Fasnetmendig ali ponedeljek pred pepelnično sredo se po ulicah vrstijo množice ljudi, ki nosijo lesene, večinoma ročno izrezljane maske. Eden od izrazitih slogov maske se imenuje schwarzwaldski slog, ki izvira iz te regije.
- Karneval
- Karneval v Schwarzwaldu
- Karneval v Schwarzwaldu (1890)
- Karneval v Gernsbachu (Schwarzwald)

### Cego
Schwarzwald je dom nenavadne igre tarot s kartami Cego, ki je del kulturne dediščine regije. Po porazu Prednje Avstrije leta 1805 je bil velik del njenega ozemlja dodeljen Velikemu vojvodstvu Baden. Med naslednjimi napoleonskimi vojnami so se vojaki iz Badna z Napoleonovimi četami napotili v Španijo, kjer so se med drugim naučili nove igre s kartami Ombre. To so odnesli nazaj v Baden in jo prilagodili za igranje s kartami tarota, ki so bile takrat v južni Nemčiji v skupni rabi.
Cego se je kmalu razvil v nacionalno igro Badna in Hohenzollerna in to sta edini regiji Nemčije, kjer se še vedno uporabljajo tarot karte za igranje iger. Igra se je organsko razvila in obstaja veliko regionalnih različic, toda v zadnjih letih je ustanovitev prvenstva Cego Schwarzwald privedla do določitve uradnih pravil turnirja. Poleg tega se izvajajo redni tečaji in lokalni turnirji in je stalnica Alemanskega tedna, ki vsako leto poteka v Schwarzwaldu konec septembra.

## Narava

### Zavarovana območja
Obstajata dva naravna parka in en narodni park, poimenovan po Schwarzwaldu, ki pokrivata regijo: Naravni park Južni Schwarzwald, Central/severni Schwarzwald in Narodni park Schwarzwald. Razlika med naravnim parkom in narodnim parkom je v tem, da je cilj naravnega parka prizadevati si za okoljsko trajnostno rabo zemljišč, ohraniti podeželje kot kulturno krajino, učinkoviteje tržiti lokalne pridelke, narediti območje primernejše za trajnostni turizem in izvajati okoljsko izobraževanje. Cilji narodnega parka so zaščititi naravno dediščino države, izvajati okoljsko izobraževanje, služiti namenom znanstvenega opazovanja okolja in preprečiti komercialno izkoriščanje območja.
Naravni park Južni Schwarzwald (Naturpark Südschwarzwald) je bil ustanovljen leta 1999. Obsega 394.000 ha in je zato največji nemški naravni park (od leta 2020). Zajema južni del Centralnega Schwarzwalda, Južni Schwarzwald in sosednja območja.
Naravni park Centralno/severni Schwarzwald (Naturpark Schwarzwald Mitte/Nord) je bil ustanovljen leta 2000. Obsega 375.000 ha in je tako drugi največji v Nemčiji (od leta 2020). Začne se v južnem delu osrednjega Schwarzwalda, ki meji na naravni park Južni Schwarzwald in pokriva preostali del Schwarzwalda na severu.
Narodlni park Schwarzwald, ustanovljen leta 2014, je prvi narodni park v Baden-Württembergu. Leži v celoti znotraj naravnega parka Centralno/severni Schwarzwald med mestoma Freudenstadt in Baden-Baden ter pokriva površino 10.062 ha. Njegov moto je Natur Natur sein lassen (naj bo narava narava).

### Živalstvo
Poleg značilnega razpona favne v srednjeevropskih gozdovih lahko v Schwarzwaldu opazimo naslednje manj pogoste živali:
- Schwarzwaldsko govedo, ki spada v redko pasmo goveda Hinterwälder,[34]
- velikanski deževnik Lumbricus badensis, ki ga najdemo le v regiji Schwarzwald,[35]
- Schwarzwaldski konj, vlečni konj, ki je bil nekoč nepogrešljiv za težka poljska dela, danes pa ogrožena pasma,[36] in
- ogroženi divji petelin.[37]

### Podnebje
Gorovje ima nižje temperature in več padavin kot okoliško podeželje. Za visokogorje Schwarzwalda so značilne redne padavine skozi vse leto. Vendar pa temperature ne padajo enakomerno z naraščanjem nadmorske višine, niti padavine ne rastejo enakomerno. Namesto tega se padavine hitro povečajo tudi v nižjih predelih in so nesorazmerno močne na deževnejši zahodni strani gora.
Najbolj vlažna območja so visokogorje okoli Hornisgrinde na severu ter okoli Belchena in Feldberga na jugu, kjer letna količina padavin doseže 1800–2100 mm. Z vlago obremenjeni zahodni atlantski območji odlagajo približno toliko dežja v severnem Schwarzwaldu, kljub nižji nadmorski višini, kot v višjem območju južnega Schwarzwalda. Tam Vogezi delujejo kot dežni ščit pred prevladujočimi vetrovi. Na izpostavljeni vzhodni strani osrednjega Schwarzwalda je precej bolj suho; letna količina padavin tam znaša okoli 750 l/m2.
Za višje lege so značilna razmeroma majhna letna nihanja in ekstremne vrednosti pare. To je posledica pogostega rahlega vetra in večje oblačnosti poleti. V zimskih mesecih pogost visok pritisk pomeni, da so vrhovi pogosto obsijani s soncem, medtem ko doline izginejo pod gosto meglo zaradi žepkov hladnega zraka (temperaturna inverzija).

## Turizem
Decembra 2019 je 2845 komercialnih podjetij ponudilo 157.859 ležišč v počitniški regiji Schwarzwald. V 1843 hotelih v počitniški regiji je na voljo okoli 91.000 prenočišč. Poleg tega je v počitniški regiji okoli 8000 drugih gostiteljev in zasebnih najemodajalcev z manj kot desetimi posteljami. V teh statistikah niso zabeleženi.
Turizem neposredno zagotavlja okoli 100.000 delovnih mest in več kot 300.000 delovnih mest pri dobaviteljih in ponudnikih storitev v regiji. Za primerjavo: Leta 2009 je Schwarzwald Tourismus GmbH izračunal okoli 140.000 neposrednih zaposlitev s polnim delovnim časom v turističnem sektorju in okoli 34,8 milijona turističnih prenočitev. V letu 2019 se je število dopustnikov iz Nemčije povečalo za 3,2 odstotka, kar je več kot število tujih gostov (+2,9 odstotka). Nesorazmerno so k uspehu prispevali najpomembnejši tuji trgi: Švica s 4,3-odstotno rastjo gostov, Francija z 9,7-odstotno rastjo. Podobna odstotna povečanja so v Španiji (+9,8 %), Belgiji (+8,1 %) in Italiji (+5,7 %). 6800 gostov manj iz Kitajske in Hongkonga je v letu 2019 pomenilo tudi okoli 10.400 prenočitev manj v obratih, specializiranih za azijske goste.
Treba je opozoriti, da se omenjena statistika nanaša na združeno območje Schwarzwald Tourismus GmbH in ne na naravno območje Schwarzwalda. Vključuje tudi občine z visoko stopnjo prenočitev, kot je Rust z Europa Parkom ali Freiburg (oba z več kot milijonom prenočitev na leto). Za naravno območje Schwarzwalda pa so na širokem območju značilne številne skupnosti s posebno visoko stopnjo turizma, kar pomeni, da beležijo veliko število prenočitev na prebivalca. Pri tem izstopa občina Feldberg z (2019) okoli 560.000 prenočitvami z nekaj manj kot 1900 prebivalci.

### Znamenitosti
Najbolj obiskani turistični kraji in letovišča v Schwarzwaldu sta Titisee in Schluchsee. Obe jezeri ponujata možnosti za vodne športe, kot sta potapljanje in jadranje na deski. Mummelsee je rekreacijsko jezero in izhodišče za številne pohodniške poti, vključno s Kunstpfad am Mummelsee (Umetniška pot na Mummelsee). Priljubljene so tudi dolina Murg, dolina Kinzig, slapovi Triberg in Muzej na prostem v Vogtsbauernhofu. Razgledne gore so Feldberg, Belchen, Kandel in Schauinsland v južnem Schwarzwaldu; in Hornisgrinde, Schliffkopf, Hohloh, Merkur in Teufelsmühle v severnem Schwarzwaldu. Višinske razlike v gorah se marsikje uporabljajo za zmajarstvo in jadralno padalstvo.
Eno pogosto obiskanih mest je Baden-Baden s svojimi termalnimi kopališči in festivalsko dvorano. Druge termalne kopeli so v zdraviliščih Badenweiler, Bad Herrenalb, Bad Wildbad, Bad Krozingen, Bad Liebenzell in Bad Bellingen. Že od začetka 19. stoletja se je v vsej srednji Evropi pojavila želja po zdraviliških in kopališčih zaradi vse večjega gospodarskega potenciala, vse večje mobilnosti in uporabe oglaševanja. Neorenesančni slog Friedrichsbad in Palais Thermal sta primera zdravilišč, zgrajenih v tem obdobju.
Druge turistične destinacije so staro cesarsko mesto Gengenbach, nekdanja okrožna mesta Wolfach, Schiltach in Haslach im Kinzigtal ter cvetlična in vinska vas Sasbachwalden ob vznožju Hornisgrinde. Slikovita stara mesta so Altensteig, Dornstetten, Freiburg im Breisgau, Gernsbachu, Villingen in Zell am Harmersbach. Baiersbronn je središče gastronomske odličnosti, Freudenstadt je zgrajen okoli največjega trga v Nemčiji. Gersbachove cvetlične razstave so bile nagrajene kot nemška zlata vas leta 2004 in evropska zlata vas leta 2007.
Znani po svoji lepi notranjosti so nekdanji samostan St. Blasien ter Sankt Trudpert, St. Peter in St. Märgen.
Samostan Alpirsbach in porušen Hirsau sta bila zgrajena iz rdečega peščenjaka v slogu Hirsau. Druga idilična podeželska stavba je samostan Wittichen blizu Schenkenzella.
Okoli Feldberga so znana območja za zimske športe, blizu Todtnaua s progo za smuk FIS Fahler Loch in v Hinterzartnu, centru in kovačnici talentov nemških smučarskih skakalcev. V severnem Schwarzwaldu so območja za zimske športe skoncentrirana vzdolž Schwarzwaldske visoke ceste in na grebenu med rekama Murg in Enz okoli Kaltenbronna.

### Pohodne poti
Schwarzwald ima veliko zelo raznolikih poti; nekaj vseregionalnega pomena. Evropska pešpot E1 prečka Schwarzwald po poteh nekaterih lokalnih daljinskih poti. Njihov okvir je mreža poti na dolge razdalje z glavnimi potmi in stranskimi odcepi, od katerih jih je veliko v začetku 20. stoletja zasnoval Schwarzwaldski klub (Schwarzwaldverein). Najbolj znana med njimi je zahtevna Zahodna pot (Westweg) s številnimi strmimi vzponi. Po letu 1950 so bile zgrajene krožne sprehajalne poti, da bi zadostile spreminjajočemu se povpraševanju, sprva zaradi razmeroma gostega železniškega omrežja, kasneje pa predvsem iz lokalnih pohodniških parkirišč. Trenutno se postavljajo posebne, bolj doživetja usmerjene tematske poti, kot so Bosonogi park Dornstetten (Barfußpark Dornstetten), Park vseh čutov (Park mit allen Sinnen) v Gutachu (Schwarzwaldska železnica), pa tudi tiste, ki so zasnovane približati pohodniku neposrednejši stik z naravo (npr. Schluchtensteig). Ceste in široke gozdne poti so tako redkejše.
Na voljo so številne krajše poti, primerne za dnevne sprehode, pa tudi proge za gorsko kolesarjenje in tek na smučeh. Skupna mreža prog je dolga okoli 23.000 kilometrov, vzdržujejo in nadzorujejo pa jo prostovoljci Schwarzwaldskega kluba, ki je drugo največje nemško pohodniško združenje. Od leta 2021 šteje klub 65.000 članov.
| - Zahodna pot (Westweg) Pforzheim–Basel - Srednja pot (Mittelweg) Pforzheim-Waldshut - Vzhodna pot (Ostweg) Pforzheim-Schaffhausen - Rottweil-Lahr Trail (Querweg Rottweil-Lahr) (4 dni) - Gengenbach-Alpirsbach Trail (Querweg Gengenbach-Alpirsbach) (2–3 dni) - Pot Hansjakob I (Hansjakobweg I, krožna pot, 3 dni) - Pot Hansjakob II (krožna pot, 4 dni) - Murgleiter (5 dni, premium trail) | - Gernsbach krožna pot (Gernsbacher Runde, 2–3 dni, premium trail) - Schluchtensteig (pot na dolge razdalje, 5–6 dni) - Baiersbronn jezerska pot (Baiersbronner Seensteig) krožna pot, 5 dni) - Freiburg-Bodensko jezero (Querweg Freiburg-Bodensee) (6–7 dni) - Kandel grebenska pot (Kandelhöhenweg), Oberkirch–Freiburg (5 dni) - Pot dveh dolin (Zweitälersteig) (5 dni) - Pot Schwarzwald -Švabska Jura-Allgäu (Schwarzwald-Schwäbische-Alb-Allgäu-Weg), tudi Glavna pot (Hauptwanderweg ) 5, poteka preko 311 km v Allgäu |

### Muzeji
Schwarzwaldski muzej na prostem na kmetiji Vogtsbauernhof v Gutachu ima originalne schwarzwaldsk hiše, ki ponujajo vpogled v kmečko življenje 16. in 17. stoletja. Stavbe so bile razstavljene na prvotnih mestih, posamezni deli oštevilčeni in nato v muzeju ponovno postavljeni po popolnoma enakem načrtu. Muzej na prostem prikazuje življenje kmetov iz 16. in 17. stoletja v regiji, vključno z Vogtsbauernhofom, ki sega v leto 1612.
Nemški muzej ur v Furtwangnu ponuja obsežen presek zgodovine urarske industrije.
Iz tega zgodnjega natančnega inženirstva se je v 20. stoletju razvila prej pomembna fonografska industrija; zgodovina elektronike za prosti čas je predstavljena v nemškem muzeju Phono v St. Georgenu.
Muzej Schüttesäge v Schiltachu ponuja informacije in demonstracije žive zgodovine, ki pokrivajo teme lesarstva in raftinga v dolini Kinzig ter strojenja.
Muzej kostumov Schwarzwalda v Haslachu im Kinzigtal ponuja pregled tradicionalne noše celotnega Schwarzwalda in njegovih obrobnih regij. V Haslachu je tudi Hansjakob muzej in Hansjakobski arhiv s številnimi deli pisatelja, duhovnika, politika, zgodovinarja in kronista Heinricha Hansjakoba.
Mineraloško-matematični muzej MiMa v Oberwolfachu hrani minerale in rudarske eksponate iz celotnega Schwarzwalda in jih povezuje z matematičnimi razlagami.

### Uprava
Turistična organizacija Schwarzwald Tourismus, katere sedež je v Freiburgu, je od januarja 2006 odgovorna za upravljanje turizma v 320 občinah regije. Do tedajj so obstajala štiri ločena turistična društva.

## Gospodarstvo

### Rudarstvo
Rudarstvo se je v Schwarzwaldu razvilo zaradi nahajališč rude, ki so bila pogosto v obliki žil. Nastajanje teh nahajališč (Schauinslandska jama: cink, svinec, približno 700–1000 g srebra/tono svinca; barit, fluorit, manj svinca in cinka v dolini Kinzig; rude BiCoNi pri Wittichenu, uran odkrit v dolini Krunkelbach blizu Menzenschwanda vendar nikoli uradno izkopan) je bil pogosto povezan z vdorom karbonskega granita v para- in ortognezi. Novejše raziskave so pokazale, da je večina teh zapolnitev žil veliko mlajših (trias do terciar). Gospodarska nahajališča drugih mineralov so vključevala: fluorit v severnem Schwarzwaldu blizu Pforzheima, barit v osrednjem območju blizu Freudenstadta, fluorit skupaj s svincem in srebrom blizu Wildschapbacha, barit in fluorit v dolini Rankach in blizu Ohlsbacha, v južnem Schwarzwaldu blizu Todtnau, Wieden in Urberg.
Majhna tekoča magmatska nahajališča nikelj-magnetitnega gramoza v noritu so bila izkopana ali raziskana v gozdu Hotzenwald blizu Horbacha in Todtmoosa. Depoziti, vezani na plasti, vključujejo železovo rudo v sloju Dogger v vznožju in uran blizu Müllenbacha/Baden-Badna. Antracit najdemo le v bližini Berghauptena in Diersburga, vendar je bil vedno le lokalnega pomena.
Kronologija: rudarjenje hematita (kot rdečega pigmenta) iz kamene dobe blizu Sulzburga. Do 5. in 6. stoletja pr. n. št. so železovo rudo Kelti kopali v severnem Schwarzwaldu (na primer v Neuenbürgu). Predvsem v Srednjem Schwarzwaldu, pa tudi na jugu (na primer v dolini Münster) se je kopanje rude verjetno izvajalo že v rimskih časih (kopanje srebra in svinčeve rude; dokaz tega v Sulzburgu in morda Badenweilerju). Visoki Schwarzwald je bil do visokega srednjega veka praktično neurejen. V času celinske kolonizacije v poznem visokem srednjem veku so celo višavje obdelovali priseljenci iz samostanov (Sv. Peter, St. Märgen). V poznem visokem srednjem veku (od okoli 1100) je rudarjenje doživelo nov razcvet, zlasti v okolici Todtnaua, v dolinah Münster in Suggen ter pozneje tudi na Schauinslandu. Domneva se, da je v dolini Münster do konca srednjega veka živelo in delalo okoli 800–1000 rudarjev. Po kugi, ki je dolino prizadela leta 1516, nemški kmečki vojni (1524–1526) in tridesetletni vojni, je rudarjenje v regiji upadlo, dokler ni ostalo le nekaj jam.
Pomembno rudarsko območje je bila dolina Kinzig in njene stranske doline. Majhno rudarsko naselje Wittichen blizu Schenkenzella v zgornji dolini Kinzig je imelo številne jame, iz katerih so rudarji kopali barit, kobalt in srebro različnih vrst. Mimo starih jam in jalovine danes poteka krožna, geološka pešpot.
Drugi razcvet se je začel v začetku 18. stoletja po izgubi Alzacije pod Francijo. Trajalo je vse do 19. stoletja. Številne jame iz tega obdobja je mogoče danes obiskati kot razstavne rudnike; na primer jama Teufelsgrund (Münstertal), jama Finstergrund pri Wiednu, Hoffnungsstollen ("Galerija upanja") v Todtmoosu, rudnik v Schauinslandu, prej posebej bogata s srebrom Wenzel jama v Oberwolfachu in Gr. Segen Gottes ("Veliki Božji blagoslov") v Haslach-Schnellingenu.
Kopanje barvnih kovin v Schwarzwaldu se je nadaljevalo do sredine 20. stoletja pri Wildschapbachu in na Schauinslandu (do 1954); fluorit in barit se še danes koplje v jami Clara v dolini Rankach v Oberwolfachu. Železove rude iz formacije Dogger so obdelovali do 1970-ih v bližini Ringsheima in so jih topili v Kehlu.
V primerjavi z gorovjem Harz in Ore so bile količine srebra, pridobljenega v Schwarzwaldu, precej skromne in so dosegle le približno deset odstotkov količine srebra, proizvedenega v drugih regijah pridobivanja srebra.
V Schwarzwaldu je veliko razstavnih rudnikov. Sem spadajo: jama Frischglück pri Neuenbürgu, jama Hella Glück pri Neubulachu, jama Silbergründle pri Seebachu, jama Himmlich Heer pri Hallwangenu, jama Heilige Drei Könige pri Freudenstadtu, jama Segen Gottes pri Weernwozelachtu, jamo Caroline pri Sexauu, rudnik srebra Suggental pri Waldkirchu, jamo Schauinsland pri Freiburgu, jamo Teufelsgrund pri Münstertalu, jamo Finstergrund pri Wiednu in jamo Hoffnungsstollen pri Todtmoosu.

### Gozdarstvo
Več stoletij so hlode iz Schwarzwalda splavljali po rekah Enz, Kinzig, Murg, Nagold in Ren za uporabo v ladijski industriji, kot gradbeni les in za druge namene. Ta panoga industrije je v 18. stoletju doživela razcvet in privedla do velikih razprodaj. Ker so večino dolgih, ravnih borovih hlodov prevažali po reki za ladjedelništvo na Nizozemskem, so jih imenovali Nizozemci. Hlode so na Nizozemskem uporabljali predvsem kot pilote za gradnjo hiš na peščenih in mokrih tleh. Še danes je v Amsterdamu na teh stebrih zgrajenih veliko zgodovinskih stavb in pogozdovanje Schwarzwalda s smrekovimi monokulturami priča o uničenju prvotnega mešanega gozda. S širitvijo železniškega in cestnega omrežja kot alternativnega prevoza se je splavarjenje v poznem 19. stoletju večinoma končalo.
Danes sekači posekajo jelke – še posebej zelo visoke in brez vej – predvsem za pošiljanje na Japonsko. Globalni oglaševalski učinek Expo 2000 je spodbudil ponovni porast izvoza lesa. Pomen lesnih virov Schwarzwalda se je v zadnjem času močno povečal tudi zaradi vse večjega povpraševanja po lesnih peletih za ogrevanje.

### Steklarstvo, kurjenje oglja in pepelika
Lesni viri v Schwarzwaldu so bili osnova za druge sektorje gospodarstva, ki so zdaj večinoma izginili. Oglarji (Köhler) so v gozdu zgradili svoje lesne kope (Meiler) in pridelovali oglje, ki so ga, tako kot izdelke kalijevega karbonata (pepelika), med drugim predelovali med drugim za steklarsko industrijo. Schwarzwald je dobavljal surovine in energijo za proizvodnjo gozdnega stekla. O tem danes pričajo številne steklopihaške hiše npr. v Hoellentalu v Todtnau in Wolfachu ter Forest Glass Center v Gersbachu (Schopfheim), ki je odprt za obiskovalce.

### Natančno inženirstvo, izdelava ur in nakita
V razmeroma nedostopnih dolinah Schwarzwalda je industrializacija prišla šele pozno. Pozimi so si številni kmetje izdelovali lesene ure s kukavico, da bi dopolnili svoj dohodek. To se je v 19. stoletju razvilo v natančno inženirstvo in urarsko industrijo, ki je doživela razcvet s prihodom železnice v številne doline. Začetna pomanjkljivost njihove oddaljenosti, ki je privedla do razvoja natančno izdelanih lesenih obrti, je postala konkurenčna prednost zaradi njihovega dostopa do surovin: lesa iz gozda in kovine iz rudnikov. Kot del strukturnega podpornega programa je deželna vlada Baden leta 1850  ustanovila prvo urarsko šolo v Furtwangnu, da bi malim obrtnikom zagotovila dobro usposabljanje in s tem boljše prodajne možnosti. Zaradi vse večjega povpraševanja po mehanskih napravah so se ustanovila velika podjetja, kot sta Junghans in Kienzle. V 20. stoletju so proizvodnjo potrošniške elektronike razvila podjetja, kot so SABA, Dual in Becker. V 1970-ih je industrija upadla zaradi konkurence na Daljnem vzhodu. Kljub temu Schwarzwald ostaja središče kovinskopredelovalne industrije in je dom številnih visokotehnoloških podjetij.
Od začetka industrializacije je bilo v Pforzheimu številna podjetja, ki izdelujejo nakit in delajo s plemenitimi kovinami in kamni. V Pforzheimu je tudi zlatarska šola.

### Hidroelektrarne
Zaradi velike količine padavin in višinskih sprememb ima Schwarzwald velik hidroenergetski potencial. Ta se je do 19. stoletja uporabljal predvsem za delovanje številnih mlinov, vključno z žagami in kladivnimi mlini in je bil eden od lokalnih dejavnikov industrializacije nekaterih dolin Schwarzwalda.
Od 20. stoletja dalje je Schwarzwald doživel obsežno proizvodnjo električne energije z uporabo pretočnih in črpalnih elektrarn. Od leta 1914 do 1926 je bilo podjetje Rudolf Fettweis ustanovljeno v dolini Murg v severnem Schwarzwaldu z izgradnjo jezu Schwarzenbach. Leta 1932 je rezervoar Schluchsee z novim jezom postal zgornji bazen črpalne elektrarne. Leta 2013 je imelo združenje Schluchseewerk južnega Schwarzwalda pet elektrarn s 14 zalogovniki. V porečju Hornberg topografske razmere omogočajo, da povprečna višina vode 625 m poganja turbine, preden se izlije v rezervoar Wehra.
V 21. stoletju so bile po zakonu o obnovljivih virih energije ponovno odprte ali na novo zgrajene številne manjše pretočne elektrarne.

## Pomembni prebivalci
- Hans Jakob Christoffel von Grimmelshausen (1621/22–1676), nemški romanopisec; v letih 1665–67 je imel gostilno v Gaisbachu v Schwarzwaldu, medtem ko je pisal svoj slavni pikarski roman Simplicius Simplicissimus (1669)
- Hans Thoma, rojen v Bernauu (1839–1924), nemški slikar
- Hermann Hesse, rojen v Calwu (1877–1962), nemški pesnik in romanopisec

## Galerija
- Feldberg
- Pogled z Belchena proti Alpam
- Govedo pri Simonswaldu
- Titisee, priljubljen skozi vse leto
- Freiburški Münster v Freiburg im Breisgau, največjem mestu v regiji
- Reka Kinzig, ki teče skozi Schwarzwald
- Mummelsee
- Grad Ortenberg blizu Offenburga (sedaj mladinski hostel)
- Železnica doline Murg
- Schwarzwald je znan po domačih urarjih
- Tradicionalna kmečka hiša v Schwarzwaldu
- Hausach
- Schiltach
- Paragliding nad Baden-Badenom
- Nekdanji Graf-Eberhard-Bad (zdaj: Palais Thermal) v Bad Wilbadu